# Serpentinit

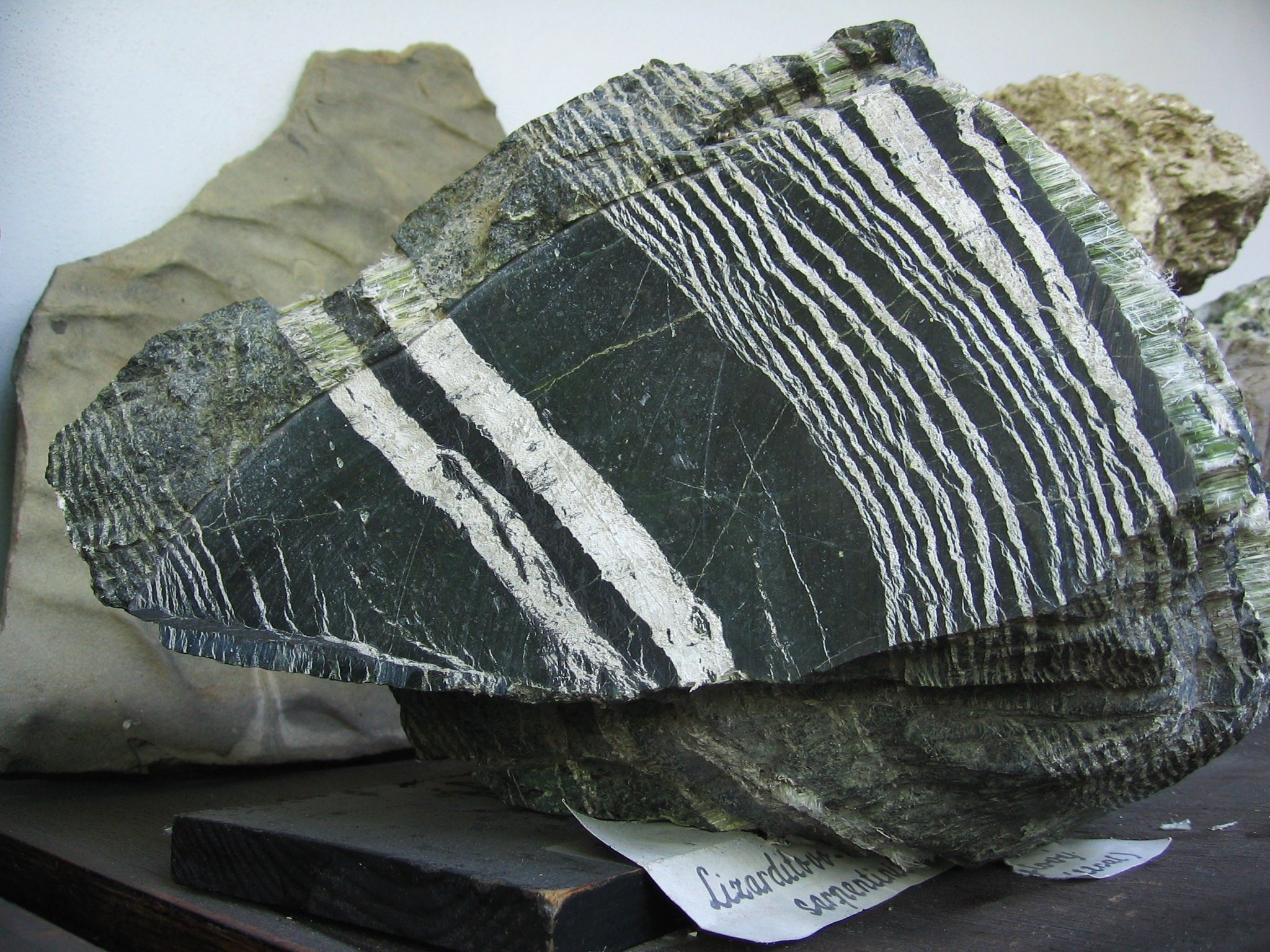
Einseitig angeschliffenes, gebändertes Serpentinit-Handstück aus den nördlichen Karpaten.

Serpentinite sind metamorphe Gesteine, die sich aus der Umwandlung von ultramafischen Gesteinen (hauptsächlich Peridotiten) unter Wechselwirkung mit wässrigen Fluiden und unter erhöhtem Druck und Temperatur im Lithosphärenmantel oder flachkrustal bilden. Diese Voraussetzungen werden rezent vor allem an den Mittelozeanischen Rücken bei der Ozeanbodenmetamorphose erfüllt und die heute an Land befindlichen Vorkommen werden daher meist als ehemaliger Meeresboden (Ophiolith) interpretiert. Namensgebend für das oft grünliche Gestein sind dessen wasserhaltige mineralische Hauptbestandteile, die Serpentinminerale. Serpentinite enthalten unter anderem die Serpentin-Asbeste Chrysotil, Klinochrysotil, Orthochrysotil, Parachrysotil sowie oft auch Amphibol-Asbeste (u. a. Tremolit und Anthophyllit) und das asbestiforme Antigorit.

## Terminologie
In der Alltagssprache wird für Serpentinite oft die Bezeichnung Serpentin benutzt. Jedoch steht diese auch für ein beliebiges Mineral der Serpentingruppe. Obwohl beide Bezeichnungen eng miteinander verbunden sind, bezeichnen sie nicht das gleiche. Daher sollte, wenn das Gestein gemeint ist, stets von Serpentinit gesprochen werden.

## Petrologie

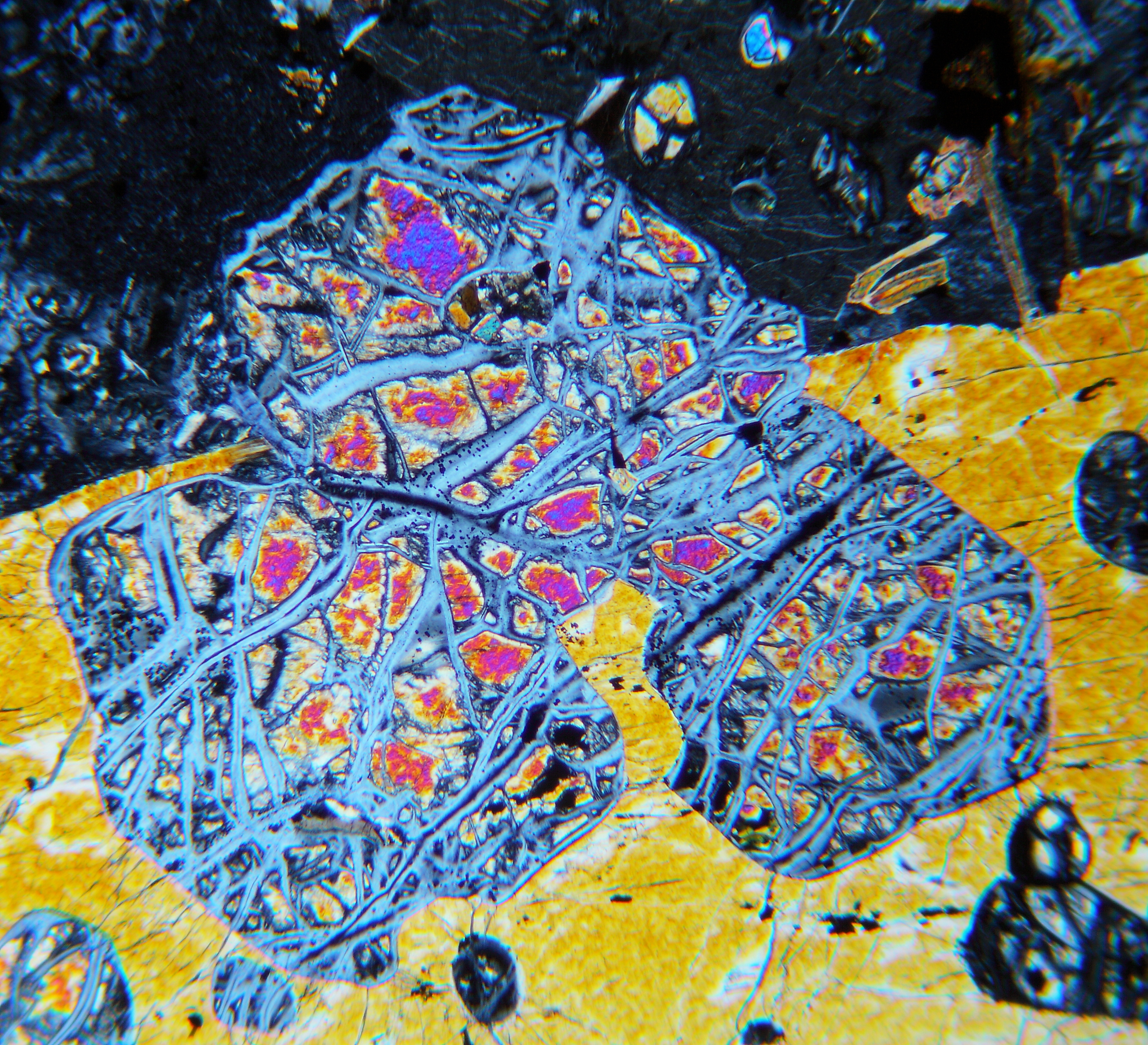
Beginnende Serpentinisierung in einem Vulkanit in einem Dünnschliff bei gekreuzten Polarisatoren: Drei benachbarte Olivinkristalle (bunte Interferenzfarben) sind von Chrysotiladern (grau) durchzogen. Im unteren Bildteil ist ein Pyroxenkristall (gelb) zu erkennen, der die Olivine teilweise umschließt und noch völlig unangegriffen erscheint.

Serpentinminerale entstehen durch Umwandlung von Olivin, Pyroxenen und Amphibolen in den peridotitischen Ausgangsgesteinen unter bestimmten Druck- und Temperaturbedingungen (300 bis 500 °C) und unter Beteiligung wässriger Fluide. Dieser Vorgang wird als Serpentinisierung bezeichnet. Ein tektonisches Szenario, in dem Serpentinisierung auftritt, sind Ozeanische Spreizungszonen (siehe auch → Ozeanbodenmetamorphose).

### Bildung

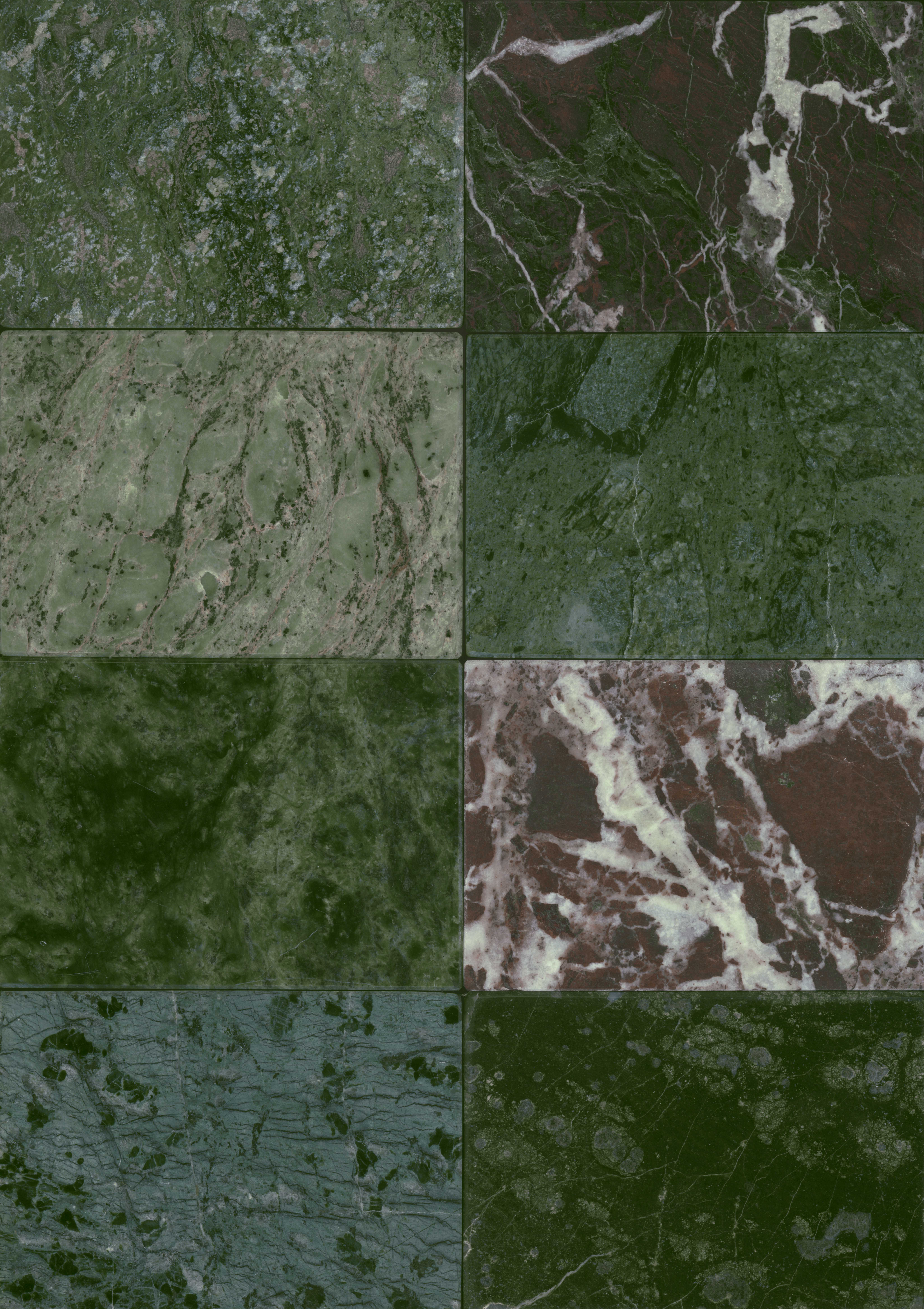
Verschiedene Texturbilder von Serpentiniten (links ophiolithisch, rechts brekziös)

Die Serpentinisierung beginnt innerhalb mikroskopisch kleiner Risse in den Olivinkörnern des Ausgangsgesteins und es bilden sich dünne Serpentinhäutchen aus Chrysotilfasern. Diese faserförmigen Kristalle wachsen weiter in das sie umgebende Korngefüge hinein. Das sich auf diese Weise ausbildende Netz von Kristallfasern erzeugt Hohlräume, die sich erneut mit jungen (kleineren) Chrysotilfasern und entstehenden Lizardit füllen. Treten höhere Temperaturen auf, wird zusätzlich Antigorit gebildet. Parallel zu diesen Prozessen entsteht feinstkörniger Magnetit. In der weiteren Abfolge wird nach dem Olivin das Orthopyroxen umgewandelt, was nach ähnlichem Ablauf mit anfänglicher Aderbildung in den Kristallaggregaten beginnt. Die Minerale Klinopyroxen, Anthophyllit und Cummingtonit sind von den Umwandlungsvorgängen weniger betroffen und erleiden sie allenfalls zu einem späten Zeitpunkt der Gesteinsbildung. Dieser komplexe Vorgang wird als Serpentinisierung bezeichnet und vollzieht sich hin zu differenzierten Silikatparagenesen. Durch weitere Vorgänge (Metasomatose) können neue Minerale (u. a. Karbonate) bzw. entsprechende Begleitgesteine entstehen (z. B. Ophicalcit durch CO2-Metasomatose, bis hin zu reinen Magnesit- und Dolomit-Gesteinen).
Bei der Serpentinisierung werden große Mengen an Wasser (hauptsächlich in den Serpentinmineralen) im Gestein gebunden, und es wird eine bedeutende Rolle dieses Prozesses für den Wasserkreislauf der Erde angenommen.

### Gefüge
Die Gefügestruktur von Serpentiniten kann je nach vorangegangenen gesteinsbildenden und tektonisch-metamorphen Prozessen sehr unterschiedlich ausfallen. Die Strukturbilder sind von Lagerstätte zu Lagerstätte sehr differenziert und ursächlich mit deren komplexen Bildungsweisen verbunden. Wie bereits der Name dieser Gesteinsgruppe aus der lateinischen Herleitung auf die Schlange (serpens) verweist, spricht man bei gewellt-gebändert auftretenden Texturen von einem ophiolithischen Gefüge (griech. ophítēs, schlangenähnlich). Aufgrund ihrer mitunter auffälligen Textur wurden Serpentinite früher auch als Schlangensteine bezeichnet. Tektonisch stark beanspruchte Serpentinitmassen zeigen oft eine Brekzienstruktur.
Häufig sind zwei Bilder:
- ein ophiolithisches Gefüge, das schlangenartig gewundene Bänder bzw. Streifen und umflossene, knotenartige Einschlüsse zeigt (im Volksmund mitunter auch Bänderserpentin genannt);
- die Textur einer tektonischen Brekzie mit Zementation aus Serpentinmineralen und/oder Calcit u. a. Mineralen (teilweise Übergangsfazies zum Ophicalcit). Sie ist vom Millimeter- bis Dezimeterbereich typisch.

### Farbspiel
Die Farben von Serpentinitgesteinen können sehr unterschiedlich ausfallen. Allgemein kennt man sie als kräftig grüne Materialien in verschiedenen Nuancen. Einige von ihnen sind bordeauxrot bis rotbraun und sogar dunkelbraun. Es gibt auch schwarze, schwarzgrüne und Abstufungen bis zu hellgrünen Varietäten. Besonders groß ist das Farbspiel beim Zöblitzer Serpentin im sächsischen Erzgebirge. In ligurischen und türkischen Sorten kann es vorkommen, dass innerhalb einzelner Brekzientrümmer die Farbe von bordeauxrot nach grün wechselt.
Die brekziöse Textur kann sich optisch noch verstärken, wenn die Räume zwischen den Gesteinstrümmern nicht mit ähnlich farbigen Serpentinitmassen, sondern mit Calcit oder anderen hellen Mineralien (Chlorit, Magnesit, Chrysotil usw.) ausgefüllt sind.

### Begleitgesteine
Als begleitende Gesteine, bedingt durch die sehr komplexen Umwandlungen bei der Bildung von Serpentiniten und nachträgliche Durchmischung mit Kontaktgesteinen, treten auf:
- Chloritschiefer
- Talkgesteine
- Talk-Aktinolith-Gesteine
- Amphibolgesteine

### Mineralische Zusammensetzung
Neben den genannten Hauptmineralen finden sich in Serpentiniten häufig Magnetit oder Hämatit in beträchtlichen Anteilen. Der Magnetitanteil kann bei dunklen Serpentiniten dazu führen, dass ein Magnet in unmittelbarer Nähe zu Gestein spürbar anspricht. Wenn weitere als die oben aufgeführten und gesteinstypische Minerale auftreten, werden die Gesteine z. B. als Granat-Serpentinit oder Bronzit-Serpentinit bezeichnet.
Bei Chrysotil-führenden Serpentiniten besteht bei der Verarbeitung akute Asbestgefahr.
Eine mit der Metamorphose verbundene, spezifische Erscheinung von Serpentiniten ist das Auftreten von Mineralen in Klüften. Dazu gehören Talk, Aktinolith, Nephrit, Amianth, Andradit und verschiedene Karbonate. Manche aderförmigen Ausbildungen dieser Kluftmineralien stellen physikalisch-mechanische Schwachstellen im Gestein dar. Diese Erscheinung ist für gebirgsmechanische/ingenieurgeologische Betrachtungen und technische Anwendungen (Naturwerkstein) von erheblicher Bedeutung.
Eine erschöpfende Aussage über die komplexe Mineralzusammensetzung aller Serpentinitgesteine lässt sich nicht geben. Die vielfältigen Teilprozesse bei deren Bildung, nachfolgenden Umwandlungen und Reaktionen mit Kontaktgesteinen erzeugen eine nahezu unüberschaubare Vielfalt der jeweiligen Mineralvergesellschaftung. Aus diesem Grund und den alternierenden Gefügemerkmalen werden Serpentinite nach Typus unterschieden. Die dichten grünen Serpentinitgesteine aus dem Grenzbereich von Italien, Frankreich und der Schweiz werden von einigen Autoren als alpinotype Serpentinite klassifiziert.
Unter dem Mikroskop lassen sich die Serpentinminerale tw. differenzieren: Während Antigorit eine blättrige Struktur aufweist, bildet Chrysotil Fasern, die meist senkrecht zu ehemaligen Rissen und Spalten im Gestein stehen, von denen die Serpentinisierungsreaktionen ausgegangen sind. Als Resultat entsteht dann eine sehr typische Maschenstruktur.

## Auftreten von Serpentinitgesteinen

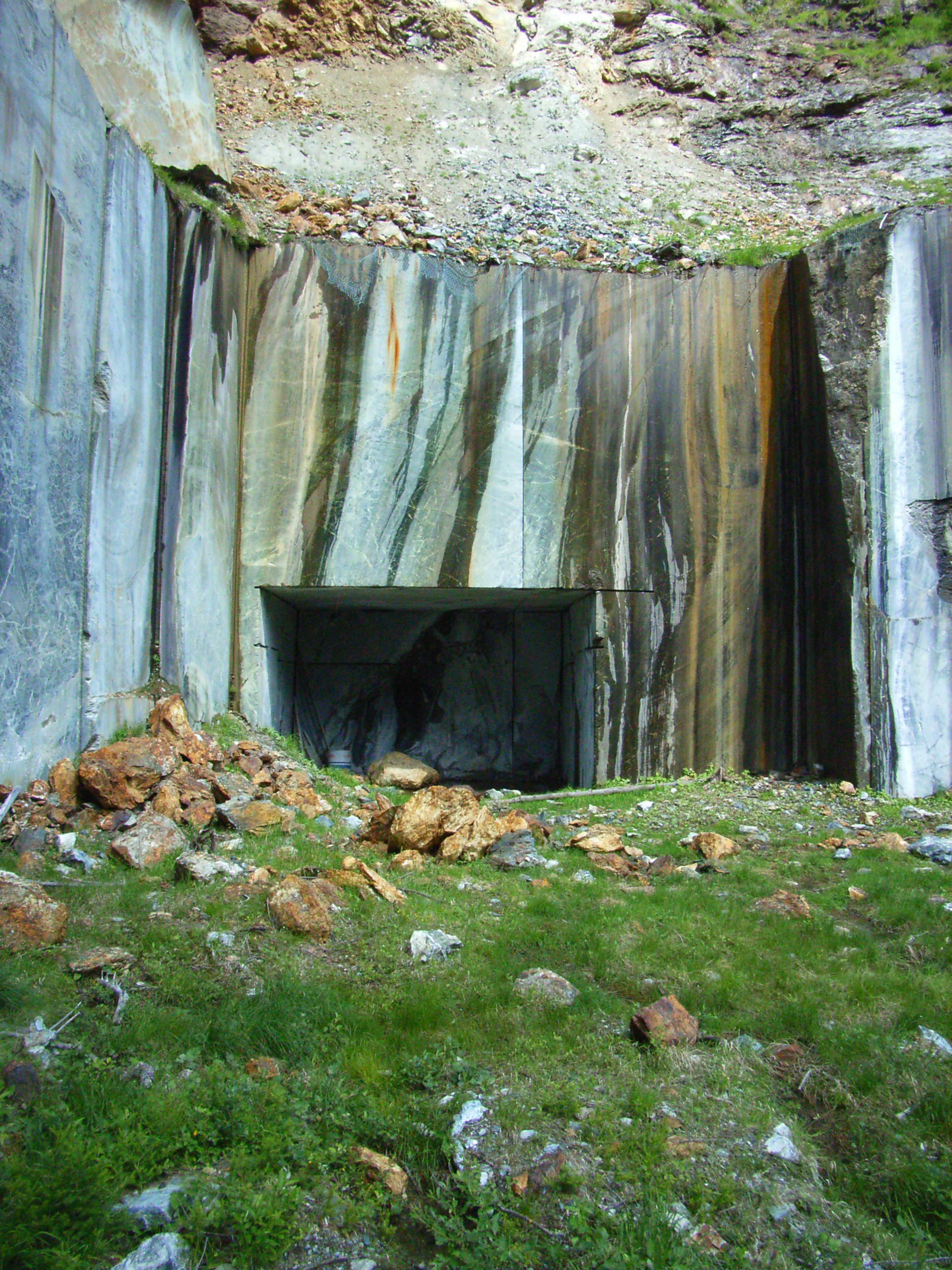
Verlassener Serpentinitsteinbruch Ciampono im Val di Gressoney, ehemalige Gewinnungsarbeiten mit der Seilsäge

Grundsätzlich gilt, dass Serpentinite an der Erdoberfläche in Bereichen vormals erheblich tektonischer Einwirkungen mit mittel- bis hochgradigen Metamorphosegraden auftreten und aus größerer Tiefe emporgehoben wurden. Aus diesem Grund findet man sie nur relativ kleinräumig und sie haben im Vergleich zu Sedimentgesteinen eine nur begrenzte Ausdehnung. Typische Sektoren sind alte Subduktionszonen entlang von Kontinentalplattenrändern sowie Bruchzonen und Faltengebirge. Ferner sind sie Bestandteil der ozeanischen Kruste in den mittelozeanischen Rücken und Plattenrändern.
Einige ausgewählte und bekannte Vorkommen sind in der folgenden Aufstellung genannt.

### Europa
- Italien, Schweiz, Österreich, Südalpenraum (Penninische Zone), größter europäischer Serpentinitkomplex
- Frankreich, Italien, in den Westalpen; Korsika
- Italien, in Ligurien, zwischen Genua und La Spezia
- Tschechien, im Karlsbader Gebirge
- Deutschland, im Sächsischen Erzgebirge bei Zöblitz (Zöblitzer Serpentin)
- Deutschland, im Randbereich vom sächsischen Granulitgebirge
- Deutschland, in der Münchberger Gneismasse
- Deutschland, im Bayerischen Wald
- Österreich, im Oberostalpin der Rottenmanner Tauern und im Penninikum des Bernsteiner Gebirges
- Kroatien, in Ausläufern der Dinariden
- Russland, Kaukasus, Uralgebirge
- Tschechien, Moldanubikum im Altvatergebirge (kleine Ausbisse)
- Polen, im Vorland des Zobtenberges
- Zypern, Troodos-Gebirge

### Afrika
- Südafrika, als Teil vom Barberton Greenstone Belt
- Simbabwe, spaltenartige Ausläufer von Greenstone Belt-Strukturen
- Äthiopien, entlang präkambrischer Formationen

### Amerika und Karibik
- Kuba, entlang der atlantischen Küstenseite
- Kalifornien, USA, Coast Ranges, u. a. in der Bay Area (als Teile von Ophiolithen, d. h. mit magmatischem Ursprung, aber teilweise wahrscheinlich auch mit sedimentärem Ursprung als Ablagerungen sogenannter Serpentinitschlammvulkane im Forearc-Becken)[6]

### Asien
- Russland, Flankenbereiche vom Ural, West-Sajan, Tuwa
- Indien, in der Region Rajasthan
- Türkei, Anatolien, in der alpidischen Auffaltung vertreten
- Georgien, im Kaukasus (kleine Ausbisse)
- Taiwan

## Wirtschaftliche Nutzung

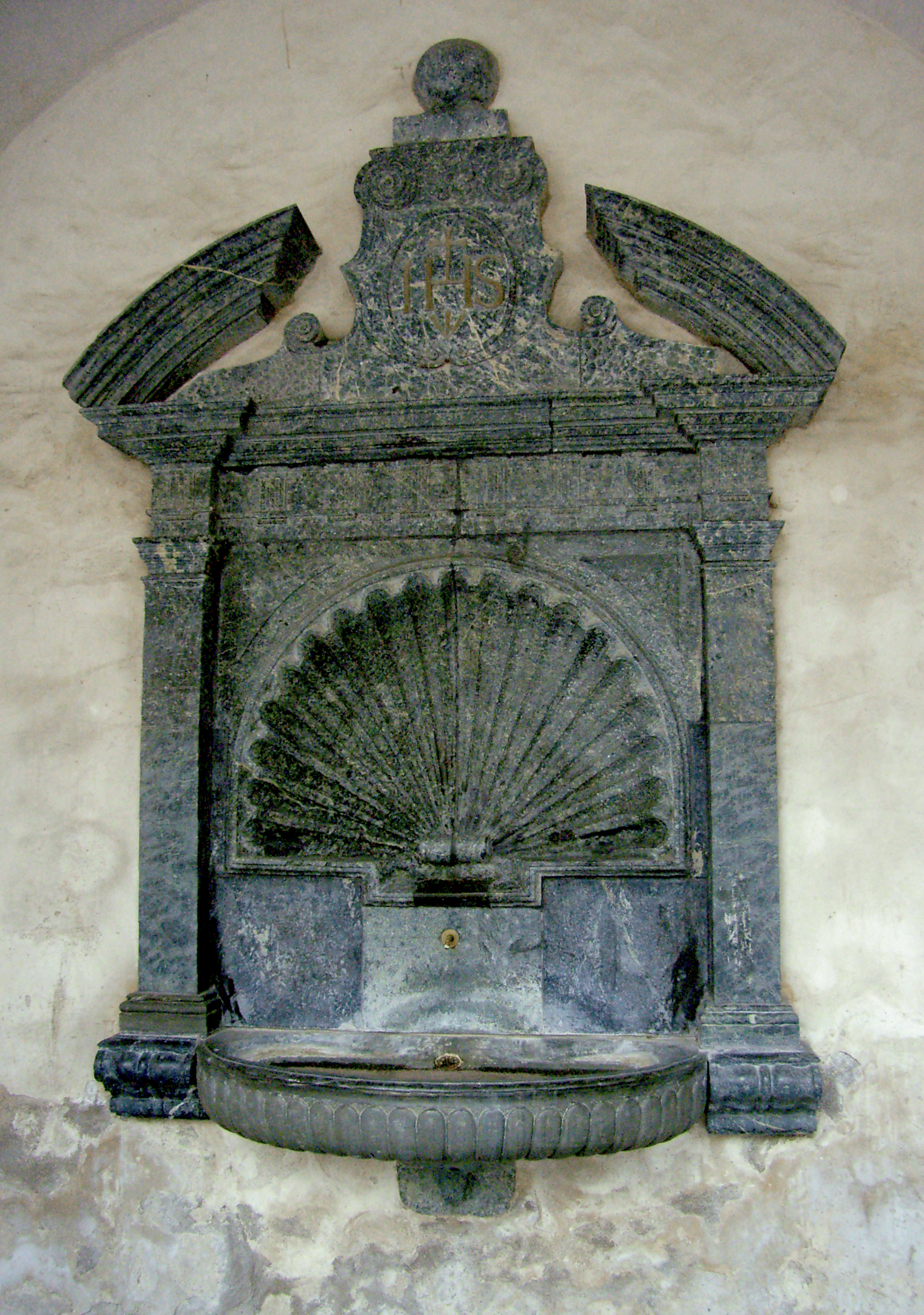
Barocker Brunnen im Stockalperschloss von Brig, Serpentinit der Südalpenzone

Die im internationalen Handel vertretenen Natursteinsorten sind allein unter dem Eintrag „Serpentinit“ nicht ausreichend angesprochen. Im petrographischen Sinne handelt es auch um Serpentinitbrekzien und Ophicalcite.
Gerade die unter nachfolgender Handelsbezeichnung „Verde Alpi“ zusammengefassten Natursteine weisen Merkmale beider Gesteinsgruppen auf. Im Aosta-Tal werden bei Châtillon die Sorten Verde Issoire (Steinbruch Cret Blanc) und Verde San Denis (Steinbruch Blavesse) abgebaut. Einige Kilometer südlich findet sich der Abbauort der Sorte Verde Issogne (Steinbruch Issogne Fleurant). Alle drei zeigen Eigenschaften, die dem Typus Ophicalcit aber auch einer Serpentinitbrekzie entsprechen.
Unweit von Châtillon, oberhalb der Ortschaft Verrayes, existiert ein sehr großer Steinbruch am Bergmassiv Aver (Becca d'Aver), in dem unterirdisch und oberirdisch eine Serpentinitbrekzie in erheblichem Umfang gewonnen wird (Stand 2007). Diese führt die Handelsbezeichnung Verde Aver. Östlich von Verrayes gewinnt ein anderer Betrieb im Steinbruch Raffort eine Serpentinitbrekzie unter den Handelsnamen Verde Chiesa und Verde Antico. Weitere Serpentinit-Werksteine kommen aus dem benachbarten Val di Gressoney.
In Deutschland werden Serpentint-Werksteinsorten aus dem Aosta-Tal meistens unter dem allgemeinen Namen Verde Alpi gehandelt und nur selten feiner unterschieden. Manche Sortennamen sind geschützt, andere nicht.
Die Namensgebung von Sorten im internationalen Natursteinhandel folgt nicht immer auf den ersten Blick nachvollziehbaren Zusammenhängen. Die heute verfügbare Sorte Verde Guatemala stammt aus Indien und wird auch unter seinem regionalen Namen gehandelt (s. unten). Wahrscheinlich bezieht sich der Name auf ein früher genutztes Vorkommen in Guatemala mit ähnlicher Textur.

### Naturwerksteinnamen (Auswahl)

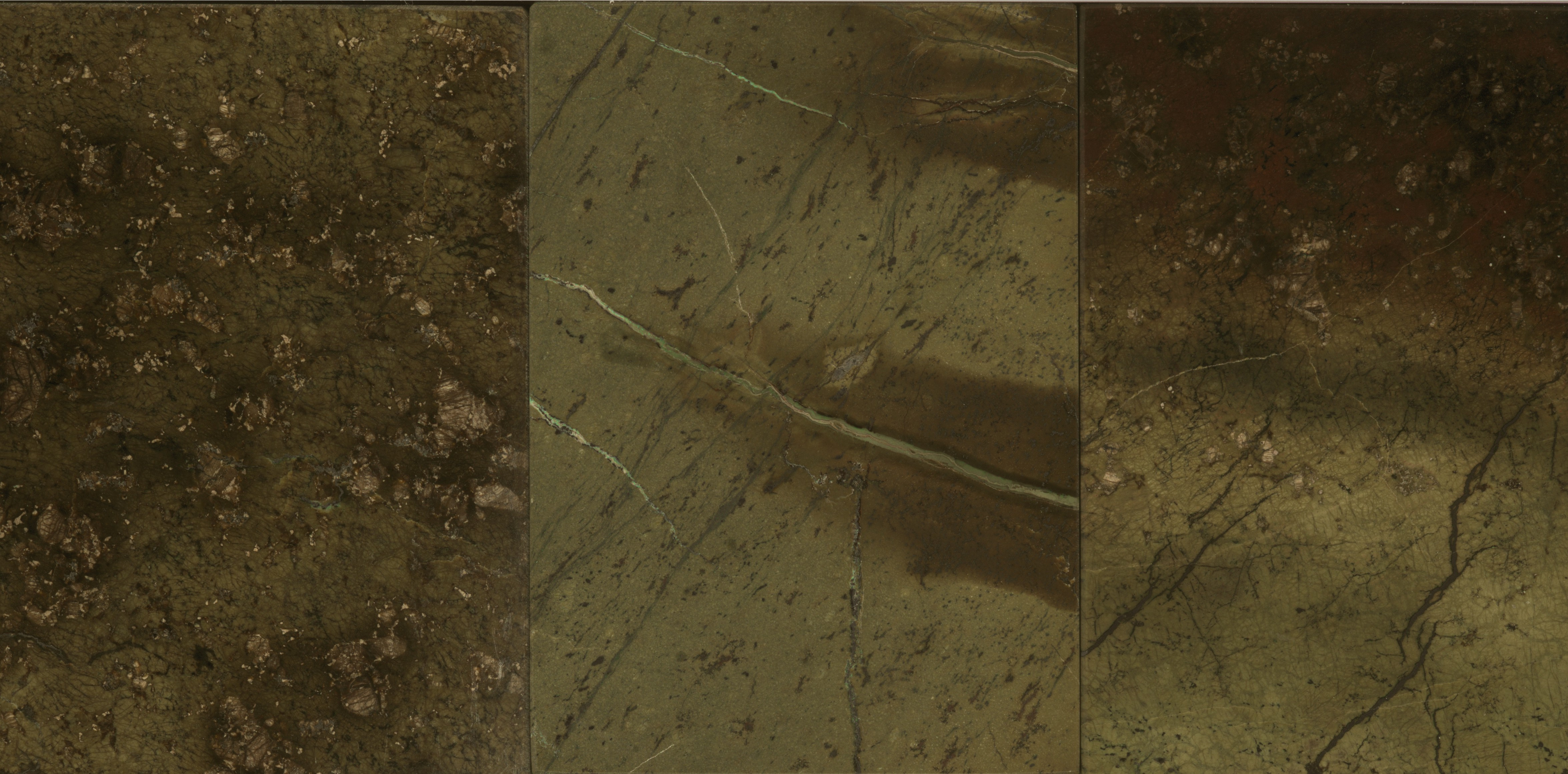
Hohensteiner Serpentin

Gängige Naturwerksteinbezeichnungen für Serpentinitgesteine sind:
- Deutschland
  - Zöblitzer Serpentin (Sachsen, Zöblitz)
  - Hohensteiner Serpentin (Sachsen, Hohenstein-Ernstthal)
  - Serpentinit Wurlitz (Oberfranken, Wurlitz bei Rehau)
  - Serpentin Erbendorf (Oberpfalz, Erbendorf bei Tirschenreuth)
  - Bronzitserpentinit Kuhschnappel (Sachsen, Kuhschnappel bei Zwickau)
- Griechenland
  - Verde Naoussa (Region Makedonia bei Naoussa und Veria)
  - Verde Larissa (bei Larisa)
  - Tinos Green (Insel Tinos)
- Indien
  - Verde Guatemala, eigentlich Rajasthan Green (Bundesstaat Rajasthan)
- Italien
  - Rosso Levanto und Verde Levanto (Region Ligurien bei La Spezia)
  - Verde Alpi, Sammelbegriff für zahlreiche und stark divergente (ca. 15 Steinbrüche / wechselnde Betriebsperioden) Handelssorten (teilw. Ophicalcit), Aosta-Tal
  - Verde Prato (Region Toskana)
- Kuba
  - Verde Serrano (Region Pelo Malo)
- Österreich
  - Tauern Grün (Hinterbichl in der Nähe des Großvenediger)
- Schweiz
  - Selva (Kanton Graubünden in der Region Poschiavo)
  - Gotthardserpentin (Kanton Uri bei Hospental)
- Tschechien
  - Einsiedler Serpentin (Nordböhmen bei Karlovy Vary)
- Türkei
  - Rosso Levanto Turchia oder Cherry Red (Provinz Elaziğ-Guleman bei Altinoluk)